# Budoia
Die Gemeinde Budoia (furlanisch Buduèe oder Budòie) liegt in Nordost-Italien in der Region Friaul-Julisch Venetien. Sie liegt nördlich  von Pordenone und hat 2521 Einwohner (Stand 31. Dezember 2023).
Die Gemeinde umfasst neben dem Hauptort Budoia zwei weitere Ortschaften:
- Dardago
- Santa Lucia

Die Gemeinde hat eine Fläche von 37,67 Quadratkilometern.
Der Bahnhof Budoia-Polcenigo liegt beim Ort Santa Lucia an der Bahnstrecke Gemona del Friuli–Sacile.

## Nachbargemeinden
Nachbargemeinden sind  Aviano, Fontanafredda, Polcenigo und Tambre (BL).

## Söhne und Töchter der Gemeinde
- Gianfranco Petris (1936–2018), Fußballspieler